# Djambala
Djambala – miasto w Kongu, stolica departamentu Plateaux. Położone jest na północ od Brazzaville. W 1996 miasto zamieszkiwało około 8 500 osób.